# Mathias Rasmussen
Mathias Knutsen Rasmussen (Lyngdal, 25 november 1997) is een Noors voetballer die sinds 2023 uitkomt voor Union Sint-Gillis.

## Clubcarrière
Rasmussen stroomde in het seizoen 2013 door naar het eerste elftal van Lyngdal IL, dat toen uitkwam in de 3. divisjon. Met IK Start kwam hij vervolgens uit in de Tippeligaen. In de zomer van 2016 maakte hij de overstap naar de Deense eersteklasser FC Nordsjælland. Na vier seizoenen in de Superligaen haalde SK Brann hem in oktober 2020 terug naar Noorwegen.
In juni 2023 ondertekende Rasmussen een vierjarig contract bij de Belgische eersteklasser Union Sint-Gillis.

## Interlandcarrière
Rasmussen debuteerde in 2014 als Noors jeugdinternational.

## Erelijst
| Competitie          |          |          |          |          |
| Competitie          | Aantal   | Jaren    |          |          |
| SK Brann            | SK Brann | SK Brann | SK Brann | SK Brann |
| ------------------- | -------- | -------- | -------- | -------- |
| Noorse voetbalbeker | 1×       | 2022     |          |          |
| Union Sint-Gillis   |          |          |          |          |
| Beker van België    | 1×       | 2023/24  |          |          |
| Belgische Supercup  | 1x       | 2024     |          |          |

## Privé
- Rasmussen is de neef van voetballer Julian Ryerson.[5]